# 新界鄉議局南約區中學

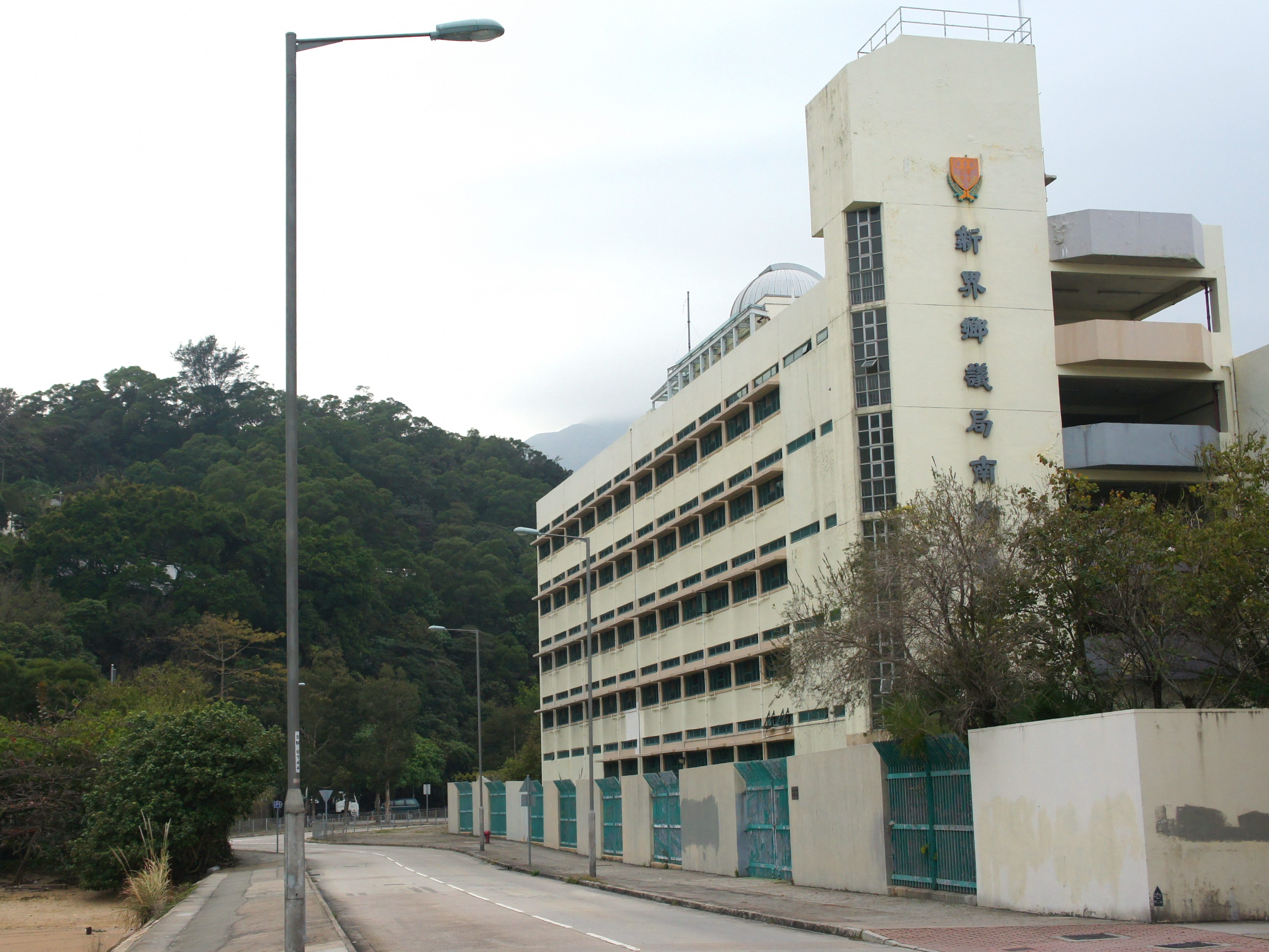
校舍南面，前方道路為梅窩碼頭路

新界鄉議局南約區中學（英語：New Territories Heung Yee Kuk Southern District Secondary School，簡稱南約鄉中、NTHYKSDSS），是香港一所已停辦的官立中學，位於香港大嶼山梅窩梅窩碼頭路18號，於1982年創校，校訓為「務本力學」。此校亦是唯一一所建於大嶼山的連環型校舍。
該校在營辦的25年間，共換了18位校長。在2000年以前，校長更換頻繁，對學校造成了不利的影響。雖然學校在2000年起嘗試以改善設施及轉型來救校，最後仍然因收生不足，被逼於2007年結束辦學。此校於停辦時亦是梅窩區內唯一一所中學。

## 爭議事件

### 基督教正生書院遷至梅窩申請
2009年政府建議基督教正生書院遷入該校空置校舍，惟受部分梅窩居民反對，並遊行抗議遷入，正生書院校長陳兆焯表示對梅窩居民仍有信心及認為梅窩是最佳選擇。部份梅窩居民認為他沒有理會昔日部份當地居民的反對聲音，最後校舍一直空置至今。

## 其他用途
於2020年6月，校舍曾短暫用作儲存從駿洋邨遷往竹篙灣檢疫中心的布草及其他物資。